# オールナイトニッポン FRIDAY SPECIAL
オールナイトニッポン FRIDAY SPECIAL（オールナイトニッポン フライデースペシャル）は、ニッポン放送をキーステーションに2003年10月の1か月間のみ放送された、週代わりパーソナリティの担当枠。放送時間は金曜22:00～24:00。
2003年9月に「オールナイトニッポンフライデー 長渕剛 今夜もバリサン」が終了して、そのあとに「SHOGOのオールナイトニッポンフライデー」が放送される予定だったが、SHOGOの体調不良により10月に開始できなかったため（SHOGOの番組は11月にスタートした）、つなぎ番組として放送された。

## パーソナリティ
- 10月3日　ソニン
- 10月10日　Sowelu
- 10月17日　ゆず
- 10月24日　GLAY
- 10月31日　中澤裕子・保田圭